# Zeuctophlebia squalidata
Zeuctophlebia squalidata är en fjärilsart som beskrevs av Walker 1863. Zeuctophlebia squalidata ingår i släktet Zeuctophlebia och familjen mätare. Inga underarter finns listade i Catalogue of Life.

## Bildgalleri

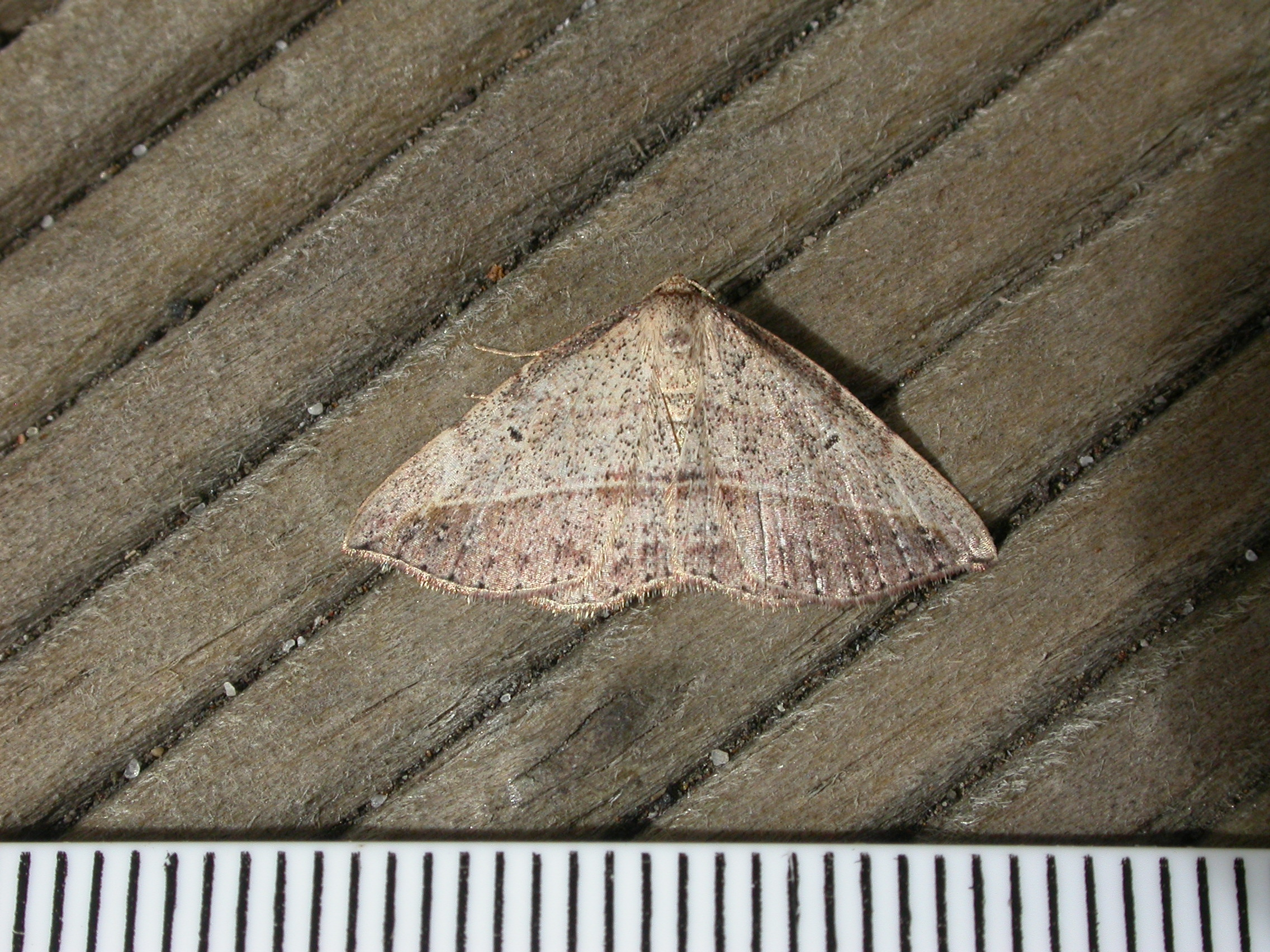